# HD 139271
HD 139271，又名CD-3810536，SAO 206827、HR 5807，是一颗恒星，视星等为6.04，位于銀經335.01，銀緯13.11，其B1900.0坐标为赤經15h 32m 7.4s，赤緯-38° 13.11′ 57″。